# まえじま (掃海艇)
まえじま（ローマ字：JDS Maejima, MSC-675、MCL-729）は、海上自衛隊の掃海艇。うわじま型掃海艇の4番艇。艇名は前島に由来する。旧海軍平島型敷設艇「前島」に続き日本の艦艇としては2代目。

## 艦歴
「まえじま」は、平成3年度計画掃海艇375号艇として、日立造船神奈川工場で1992年6月1日に起工され、1993年6月10日に進水、1993年12月15日に就役し、第2掃海隊群第22掃海隊に編入され、横須賀に配備された。
1997年3月19日、隊番号の改正により第22掃海隊が第2掃海隊に改称。
1999年5月13日、佐世保地方隊下関基地隊第43掃海隊に編成替え。
2009年3月6日、舞鶴地方隊第44掃海隊に編成替え。
2010年3月15日、平成20年度縁故募集で期待数の４倍以上の成果を挙げたことにより、海上幕僚監部から二級賞状を授与された。
2011年3月11日、発生した東日本大震災の災害派遣に参加。
2013年3月21日、掃海管制艇に種別変更され、船籍番号がMCL-729に変更。所属も掃海隊群第101掃海隊に編成替えとなり、定係港が呉に転籍。
2017年3月27日、除籍。23年9ヶ月に亘る就役期間中の総航海時数は3万2,000時間、総航程は約23万5,000海里であった。